# 1007 Pawlowia
1007 Pawlowia är en asteroid i huvudbältet  som upptäcktes den 5 oktober 1923 av den ryske astronomen Vladimir Aleksandrovich Albitskij vid Simeizobservatoriet på Krim. Dess preliminära beteckning var 1923 OX. Den blev sedan namngiven efter den ryske fysiologen och pedagogen Ivan Pavlov.
Pawlowias rotationstid har bestämts till 8,23 timmar.